# Línea 47 (EMT Madrid)
La línea 47 de la EMT de Madrid une la estación de Atocha con Carabanchel Alto.

## Características
El recorrido originario de esta línea discurría entre Atocha y Usera, sustituyendo a la antigua línea 37 de tranvía, que hacía el mismo recorrido. Con el paso del tiempo, la línea prolongó su recorrido desde Usera por el nuevo barrio de Abrantes (Carabanchel) hasta el Polígono Aguacate (Carabanchel Alto), itinerario que mantuvo hasta los años 90, cambiando posteriormente la cabecera del Polígono Aguacate al casco histórico de Carabanchel Alto, en el Camino de las Cruces, juntándose con la cabecera de la línea 35 entonces.
Tras la desaparición de la antigua línea 117, que a su vez fue creada para sustituir a la periférica P-17, el 27 de marzo de 1980 se le añade una variante a la línea 47 dando servicio a la colonia San José Obrero (en el barrio de Puerta Bonita), señalizada como 47 con línea roja. Esta línea compartía recorrido con la principal hasta un poco más allá de la Plaza Elíptica, separándose al principio de la Avenida de Abrantes. Con la reorganización de la nomenclatura debida a la instalación generalizada de teleindicadores electrónicos en lugar de tablillas, la variante de la línea 47 se convirtió en la línea 247, que sigue complementando a la 47 entre Atocha y Plaza Elíptica.
La línea conecta el intercambiador de transportes de Atocha, pasando por la Plaza de Legazpi, con parte de Usera, el intercambiador de transportes de Plaza Elíptica, el barrio de Abrantes (Carabanchel) y Carabanchel Alto.
En la conexión de Carabanchel Alto con el centro de Madrid, la línea 47 se complementa con las líneas 35 y 118. Las citadas líneas prestan servicio a los barrios de San Isidro, Opañel, Vista Alegre y Puerta Bonita, mientras que la línea 47 atiende el barrio de Abrantes, todos ellos dentro del distrito de Carabanchel. Las tres prestan servicio al barrio de Buenavista (Carabanchel Alto). Sin embargo, la línea 47 se limita al casco histórico, la 35 atiende tanto el casco histórico como el ensanche y la 118 la zona industrial y el ensanche.

### Frecuencias
| Lunes a viernes laborables |               |
| De 6:00 a 20:00            | 12-15 minutos |
| De 20:00 a 23:00           | 12-20 minutos |
| Sábados laborables         |               |
| De 6:00 a 10:00            | 18-28 minutos |
| De 10:00 a 23:00           | 17-25 minutos |
| Domingos y festivos        |               |
| De 7:00 a 23:00            | 21-25 minutos |

## Recorrido y paradas

### Sentido Carabanchel Alto
NOTA: Debido a las obras de ampliación de la línea 11 de Metro, las paradas sombreadas en naranja sustituyen a aquellas sombreadas en rojo.
La línea inicia su recorrido en la calle Tortosa, cerca de la estación de Atocha. Nada más empezar, gira a la derecha para incorporarse a la calle Áncora, que recorre entera siguiendo tras la intersección con el Paseo de las Delicias por la calle Palos de la Frontera hasta la intersección con la calle Batalla del Salado, donde gira a la izquierda para bajar por ella.
Al final de la calle Batalla del Salado, la línea gira a la izquierda por la calle Embajadores, que recorre hasta la Plaza de la Beata María Ana de Jesús, donde gira a la derecha para circular por el Paseo de las Delicias hasta la Plaza de Legazpi.
Saliendo de la Plaza, franquea el río Manzanares por el Puente de Andalucía o de la Princesa hasta llegar a la Glorieta de Cádiz, donde toma la salida de la calle Marcelo Usera, por la que se adentra en el distrito de Usera.
Recorre esta calle entera hasta llegar a la Plaza Elíptica, saliendo de esta plaza por la Avenida de Oporto, ya en el distrito de Carabanchel. Al poco de empezar la avenida, gira a la izquierda para incorporarse a la Avenida de Abrantes. Circula por esta avenida dando servicio al barrio homónimo y llegando al final gira a la derecha por la calle Besolla, que recorre entera girando al final a la izquierda para circular por la calle Carcastillo, al final de la cual gira a la izquierda de nuevo para circular por la calle Belzunegui, a través de la cual sale a la Avenida de los Poblados.
A continuación, la línea circula por la Avenida de los Poblados, abandonándola temporalmente para circular por la calle Antonia Rodríguez Sacristán y la Avenida de Carabanchel Bajo, y saliendo de nuevo a la avenida citada hasta la intersección con la calle Eugenia de Montijo.
En este punto gira a la izquierda para circular por la calle Eugenia de Montijo hasta la intersección con la Avenida de Carabanchel Alto, donde se desvía a la izquierda para circular por esta avenida.
Dentro de Carabanchel Alto, la línea circula por las calles Alfredo Aleix, Piqueñas y Camino de las Cruces, donde tiene su cabecera en la esquina con la calle Marianistas.
| Código | Parada                                   | Común con                  | Conexiones con Metro y Cercanías | Otros |
| ------ | ---------------------------------------- | -------------------------- | -------------------------------- | ----- |
| 2420   | ATOCHA (C/ Tortosa, 4)                   | 55 247                     | Atocha                           |       |
| 2421   | Metro Palos de la Frontera               | 8 55 102 247               | Palos de la Frontera             |       |
| 1976   | Centro Dotacional Arganzuela             | 19 45 86 247               | Palos de la Frontera             |       |
| 1186   | Ferrocarril                              | 8 19 45 86 247             |                                  |       |
| 1187   | Batalla del Salado-Embajadores           | 8 19 45 86 247             |                                  |       |
| 1188   | Beata                                    | 8 19 45 59 85 86 247       |                                  |       |
| 1170   | Legazpi                                  | 8 19 45 59 62 76 85 86 247 | Legazpi                          |       |
| 1935   | Glorieta de Cádiz                        | 6 78 247                   |                                  |       |
| 2423   | Marcelo Usera-Olvido                     | 247                        |                                  |       |
| 2424   | Marcelo Usera-Ferroviarios               | 247                        | Usera                            |       |
| 2426   | Marcelo Usera-Gabriel Usera              | 247                        |                                  |       |
| 2428   | Marcelo Usera-Rafaela Ybarra             | 60 81 247                  |                                  |       |
| 2430   | Plaza Elíptica                           | 81 247                     | Plaza Elíptica                   |       |
| 3929   | Intercambiador Plaza Elíptica            | 116 247 E1 SE832           | Plaza Elíptica                   |       |
| 51093  | Braganza-Vía Lusitana                    | 247                        |                                  |       |
| 2434   | Abrantes-Oporto                          | 247                        |                                  |       |
| 2436   | Abrantes-Portalegre                      | 247                        |                                  |       |
| 2438   | Abrantes-Pelícano                        | 108 484                    |                                  |       |
| 2439   | Metro Abrantes                           | 108 484                    | Abrantes                         |       |
| 2441   | Abrantes-Carrero Juan Ramón              | 108 484                    |                                  |       |
| 2443   | Las Meninas                              | 108 484                    |                                  |       |
| 2446   | Besolla                                  | 108 118                    | Pan Bendito                      |       |
| 2448   | Carcastillo                              | 108 118                    |                                  |       |
| 2450   | Belzuneguí                               | 118                        |                                  |       |
| 2452   | Metro San Francisco                      | 118                        | San Francisco                    |       |
| 2453   | Avenida de los Poblados-Secoya           | 118 121 131 155            |                                  |       |
| 2456   | Antonia Rodríguez Sacristán              | 108 118 121 131            |                                  |       |
| 2458   | Antonia Rodríguez Sacristán-Centro Salud | 121 131                    |                                  |       |
| 2460   | Avenida de los Poblados-Carabachel Bajo  | 121 131                    |                                  |       |
| 2462   | Avenida de los Poblados-Eugenia Montijo  | 121 131                    |                                  |       |
| 379    | Plaza del Parterre                       | 35 481 482 486 491 492 493 |                                  |       |
| 377    | Plaza de la Emperatriz                   | 35                         |                                  |       |
| 4019   | Metro Carabanchel Alto                   | 35 481 482 491 492 493     | Carabanchel Alto                 |       |
| 1158   | Avenida Carabanchel Alto-Gómez Arteche   | 35 481 482 491 492 493     |                                  |       |
| 1159   | Alfredo Aleix-Centro Integrado           | 35                         |                                  |       |
| 1160   | Alfredo Aleix-Gómez Arteche              | 35                         |                                  |       |
| 1161   | Piqueñas-Jacobo                          | 35                         |                                  |       |
| 1162   | CARABANCHEL ALTO (Cº Cruces)             | 35                         |                                  |       |

### Sentido Atocha
La línea inicia su recorrido en el Camino de las Cruces esquina calle Marianistas. Circulando por el camino de las Cruces, gira enseguida a la derecha para incorporarse a la calle Marianistas, al final de la cual se incorpora a la calle Gómez de Arteche, por la que sale a la Avenida de Carabanchel Alto.
A partir de aquí, el recorrido de vuelta es igual al de ida en sentido contrario excepto en los siguientes puntos:
- El paso por la calle Belzunegui y primer tramo recorrido de la Avenida de los Poblados lo hace por las calles Aliseda, Albares de la Ribera y Belzunegui.
- La línea circula por las calles Braganza y Vía Lusitana en vez de por Avenida de Oporto antes de llegar a la Plaza Elíptica.
- Al pasar la Plaza de Legazpi, la línea sube por el Paseo de las Delicias hasta la intersección con la calle Tortosa, donde gira a la derecha para circular por esta calle hasta la cabecera.

| Código | Parada                                   | Común con                         | Conexiones con Metro y Cercanías | Otros |
| ------ | ---------------------------------------- | --------------------------------- | -------------------------------- | ----- |
| 1162   | CARABANCHEL ALTO (Cº Cruces)             | 35                                |                                  |       |
| 1163   | Marianistas                              | 35                                |                                  |       |
| 1164   | Gómez Arteche-Alzina                     | 35                                |                                  |       |
| 1165   | Avenida Carabanchel Alto-Gómez Arteche   | 35                                |                                  |       |
| 4020   | Metro Carabanchel Alto                   | 35 481 482 491 492 493            | Carabanchel Alto                 |       |
| 376    | Plaza de la Emperatriz                   | 34 35 139                         |                                  |       |
| 378    | Plaza del Parterre                       | 34 35 139 481 482 486 491 492 493 |                                  |       |
| 2463   | Avenida de los Poblados-Eugenia Montijo  | 121 131                           |                                  |       |
| 2461   | Avenida de los Poblados-Carabachel Bajo  | 121 131                           |                                  |       |
| 2459   | Antonia Rodríguez Sacristán-Centro Salud | 121 131                           |                                  |       |
| 2457   | Antonia Rodríguez Sacristán              | 108 118 121 131                   |                                  |       |
| 2454   | Plaza de los Navarros                    | 108 118                           | San Francisco                    |       |
| 2455   | Albares de la Rivera-Belzuneguí          | 118                               |                                  |       |
| 2451   | Belzuneguí                               | 118                               |                                  |       |
| 2449   | Carcastillo                              | 108 118                           |                                  |       |
| 2447   | Besolla                                  | 108 118                           | Pan Bendito                      |       |
| 2444   | Las Meninas                              | 108 484                           |                                  |       |
| 2442   | Abrantes-Carrero Juan Ramón              | 108 484                           |                                  |       |
| 2440   | Metro Abrantes                           | 108 484                           | Abrantes                         |       |
| 5046   | Abrantes-Pelícano                        | 108 484                           |                                  |       |
| 2437   | Abrantes-Portalegre                      | 108                               |                                  |       |
| 4661   | Braganza                                 | 247                               |                                  |       |
| 3903   | Intercambiador Plaza Elíptica            | 116 247 E1 SE832                  | Plaza Elíptica                   |       |
| 2431   | Plaza Elíptica-Marcelo Usera             | 247                               |                                  |       |
| 2429   | Marcelo Usera-Rafaela Ybarra             | 60 81 247                         |                                  |       |
| 2427   | Marcelo Usera-Gabriel Usera              | 247                               |                                  |       |
| 2425   | Marcelo Usera-Ferroviarios               | 247                               | Usera                            |       |
| 4352   | Marcelo Usera-Olvido                     | 247                               |                                  |       |
| 1936   | Glorieta de Cádiz                        | 247                               |                                  |       |
| 3858   | Legazpi                                  | 59 62 76 85 86 247                | Legazpi                          |       |
| 1182   | Beata                                    | 8 19 45 59 85 86 247              |                                  |       |
| 5036   | Delicias-Cáceres                         | 8 19 45 59 85 86 247              |                                  |       |
| 1183   | Estación de Delicias                     | 19 45 59 85 86 247                | Delicias                         |       |
| 1184   | Metro Palos de la Frontera               | 6 19 45 55 59 85 86 247           | Palos de la Frontera             |       |
| 2420   | ATOCHA (C/ Tortosa, 4)                   | 55 247                            | Atocha                           |       |